# Bochalema
Bochalema is een gemeente in het Colombiaanse departement Norte de Santander. De gemeente telt 6558 inwoners (2005).

## Externe link

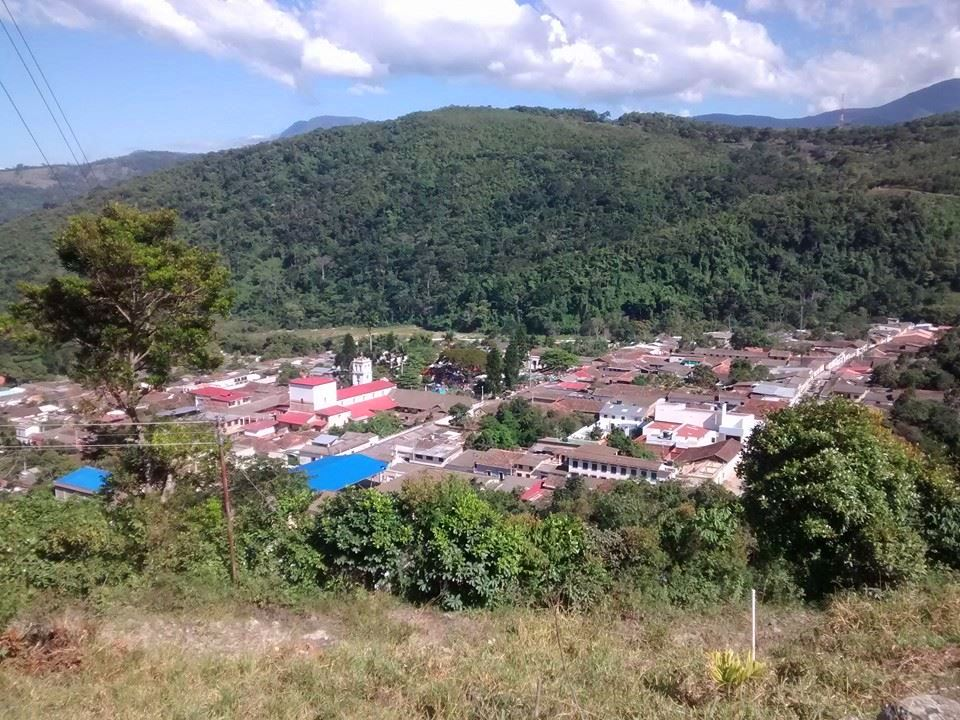
Bochalema